# Бонерат
Бонерат (нім. Bonerath) — громада в Німеччині, розташована в землі Рейнланд-Пфальц. Входить до складу району Трір-Саарбург. Складова частина об'єднання громад Рувер.
Площа — 4,25 км2. Населення становить 230 ос. (станом на 31 грудня 2020).